# Второе сражение под Новой Весью (1863)
Бой под Но́вой Ве́сью — бой 14 (26) апреля 1863 год между русскими войсками и польскими повстанцами во время восстания 1863 года.

## Предыстория
В начале апреля 1863, в северо-западной части Калишского отдела, появились значительные мятежные отряды, большей частью из Познани. Они были хорошо вооружены, устроены по образцу регулярных войск, достаточно обучены, и некоторыми из них командовали иностранные офицеры. Обширные леса в окрестностях Казимержа, Слесина, Сомпольна, Брдува способствовали укрытию мятежников.
13 (25) апреля 1863 года отряд майора Нелидова (2 роты, 40 казаков и объездчиков) был выслан из Влоцлавска для рекогносцировки окрестностей местечка Пётрково. 14 (26) апреля он выступил и пройдя через Новавесь, узнал о близости повстанцев.

## Бой
Не имея адекватной возможности оценить число повстанцев, но и не веря в значительность их сил, Нелидов послав вперед казаков, построил отряд в боевой порядок и двинулся к лесу. Завязалась перестрелка. Сначала инсургенты под командованием отставного капрала французской армии Леона Бланкенхейма, общая численность которых по польским данным колебалась от 1000 до 1500 человек, а по русским могла доходить до 3 000 подались назад, но потом перешли в наступление. Несколько раз их отбивали огнём. Бой продолжался 3 часа.
Наконец, заметив обход со всех сторон превосходящими силами мятежников, готовых отрезать ему пути отступления, Нелидов решился отойти к прусской границе. Теснимый многочисленным скопищем, он успел пробиться штыками сквозь ряды повстанцев и, сохранив весь обоз, раненых и пленных, вступил в пределы Пруссии. Пробыв в Пруссии 3 дня, отряд возвратился во Влоцлавск.
Потери русского отряда составили 12 убитых и 22 раненых (в том числе 1 офицер). Мятежники потеряли 24 человека убитыми, и 26 ранеными и пленными. Несмотря на победу, уже 17 (29) апреля отряд Бланкенхейма был наголову разбит регулярными войсками при Оссове сам Бланкенхейм в ходе боя был убит.